# كاهك
كاهَك (بالفارسية: کاهک) هي قرية في مقاطعة مزينان الريفية في المنطقة الوسطى في مقاطعة داورزن في محافظة خراسان الرضوية في إيران. بلغ عدد سكانها في تعداد عام 2006 375 نسمة يتألفون من 124 عائلة. وكانت البلدة الأم للمفكر الإسلامي علي شريعتي.

## معرض الصور

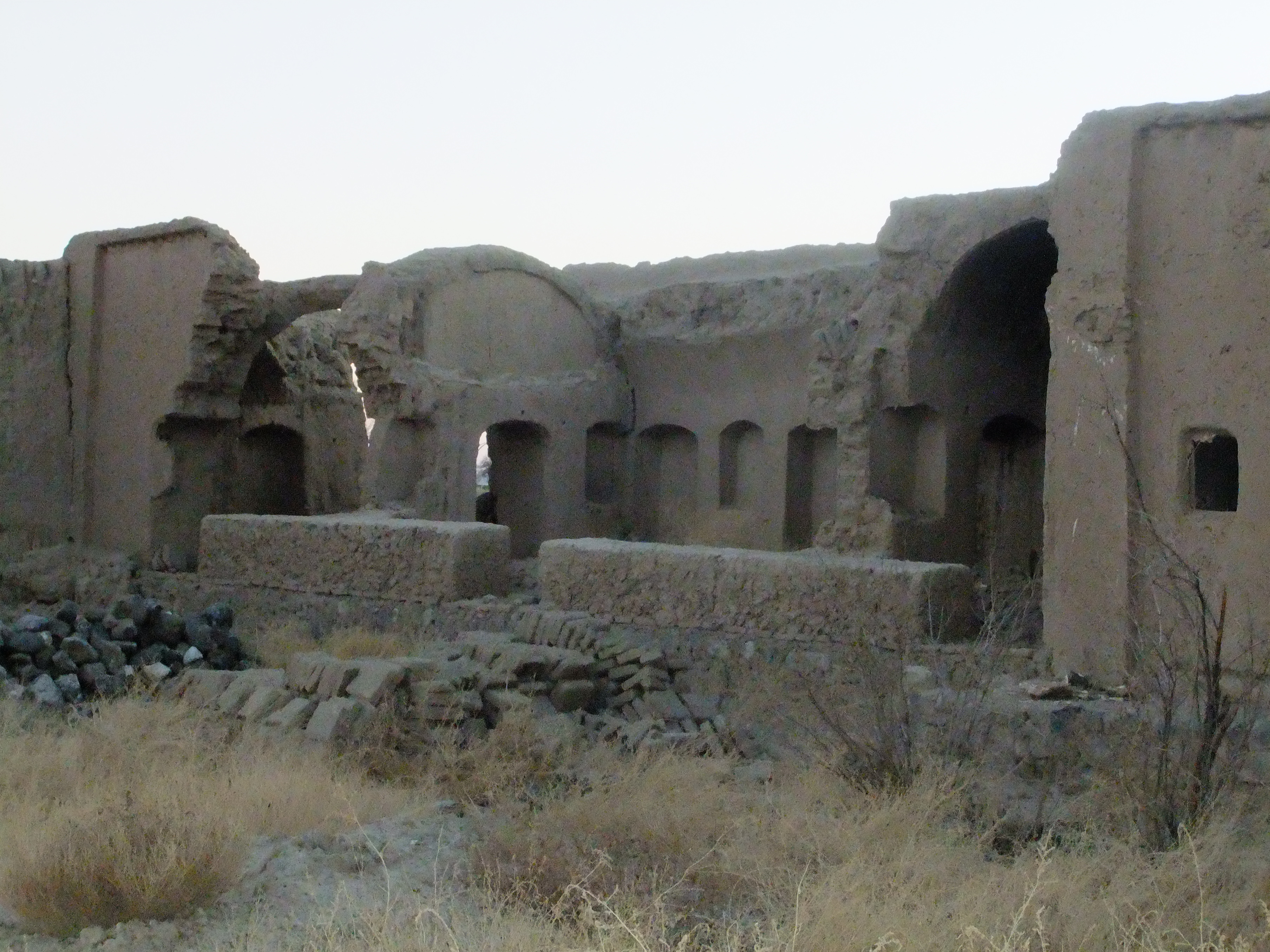
منزل علي شريعتي من الخلف
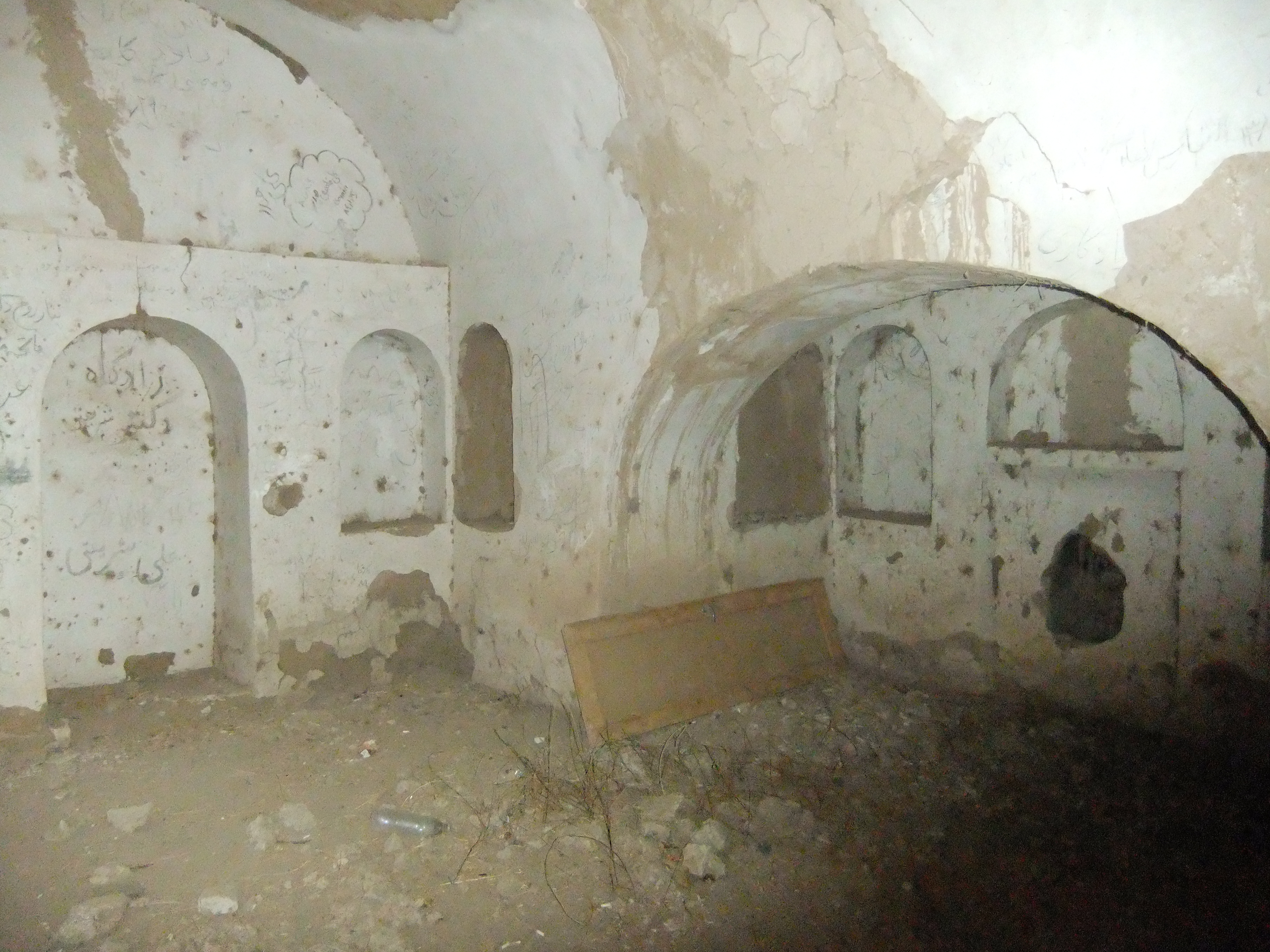
منزل علي شريعتي من الداخل
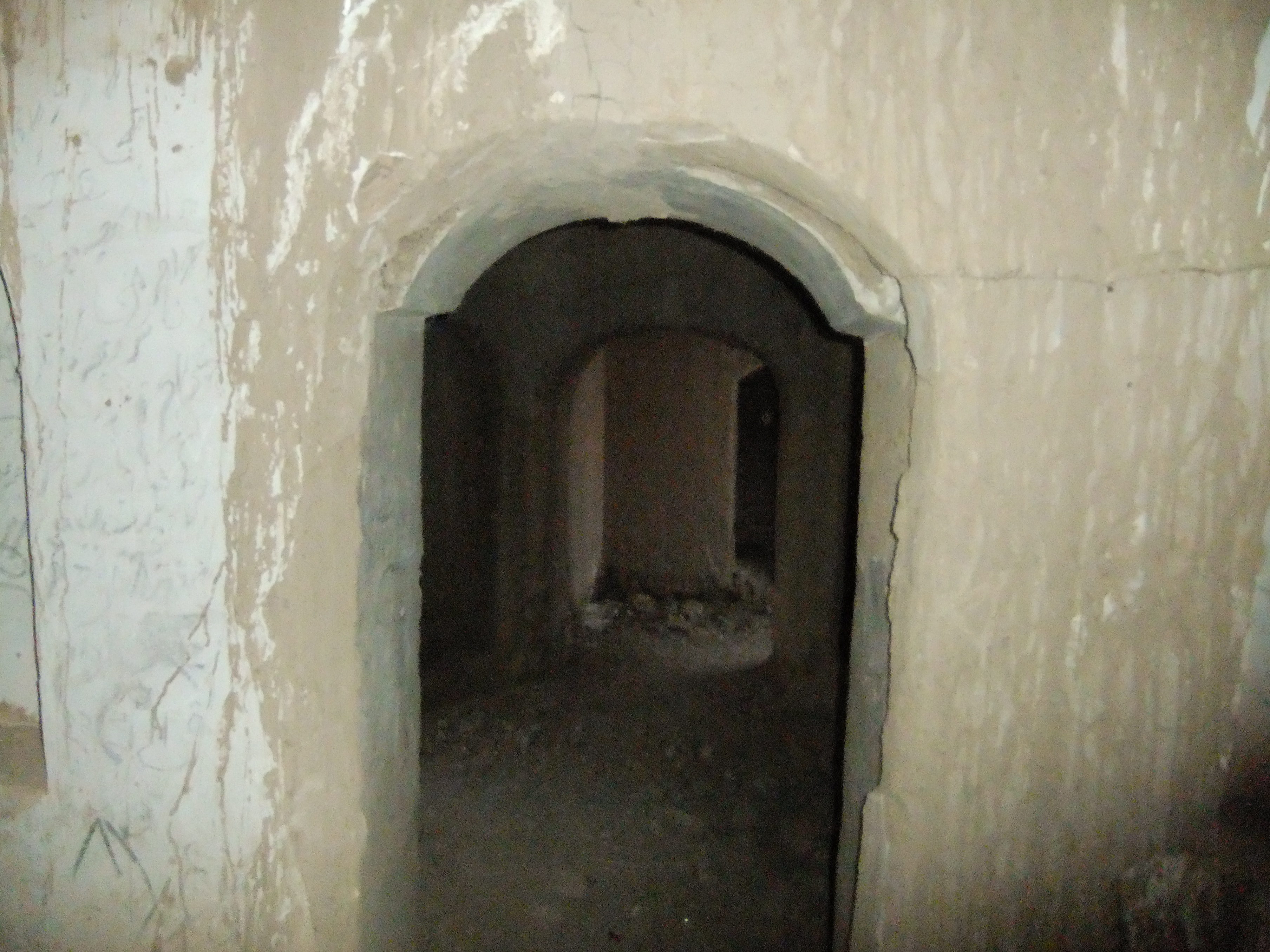
منزل علي شريعتي من الداخل
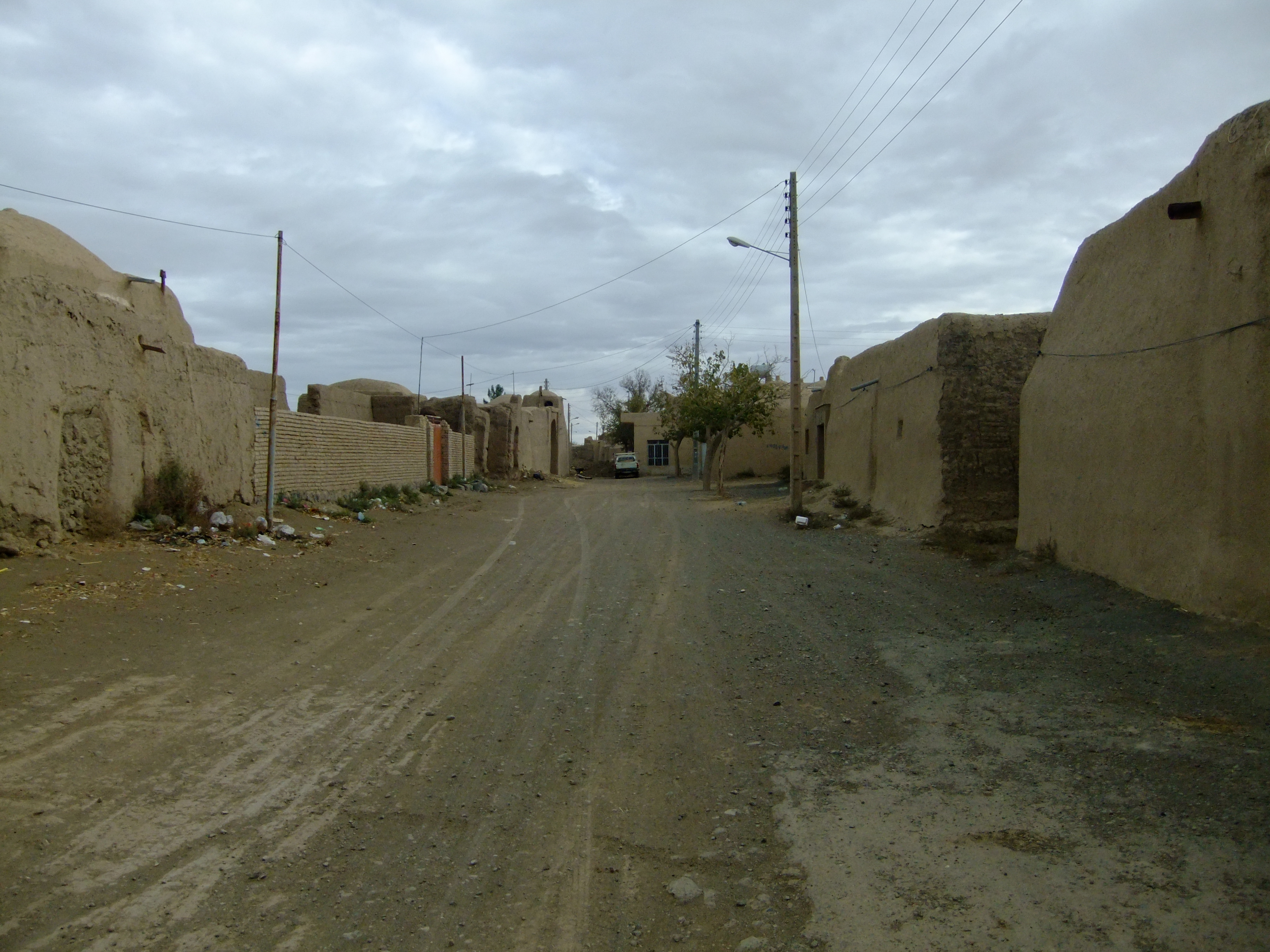
الشارع الرئيسي للقرية
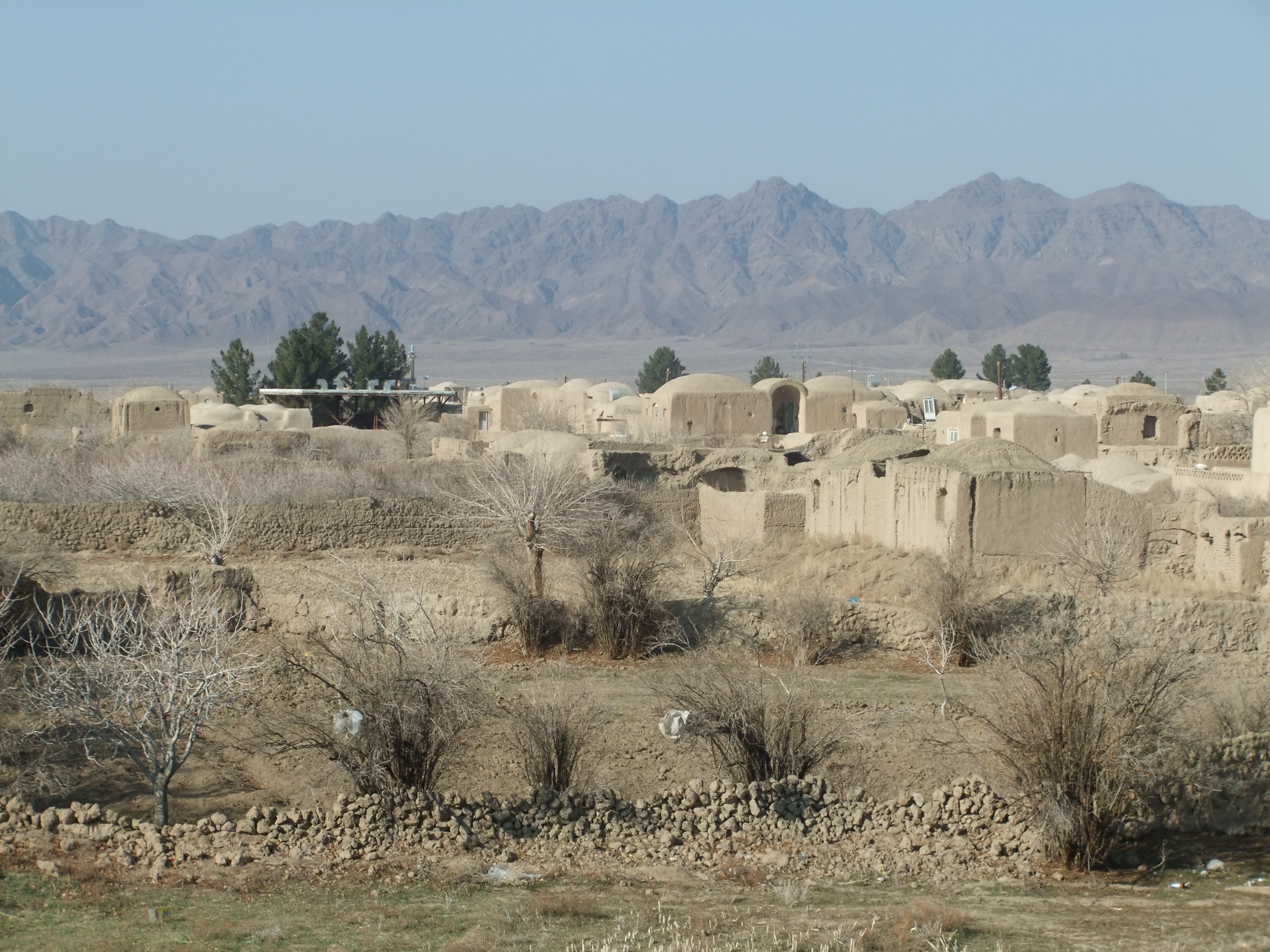
منظر القرية
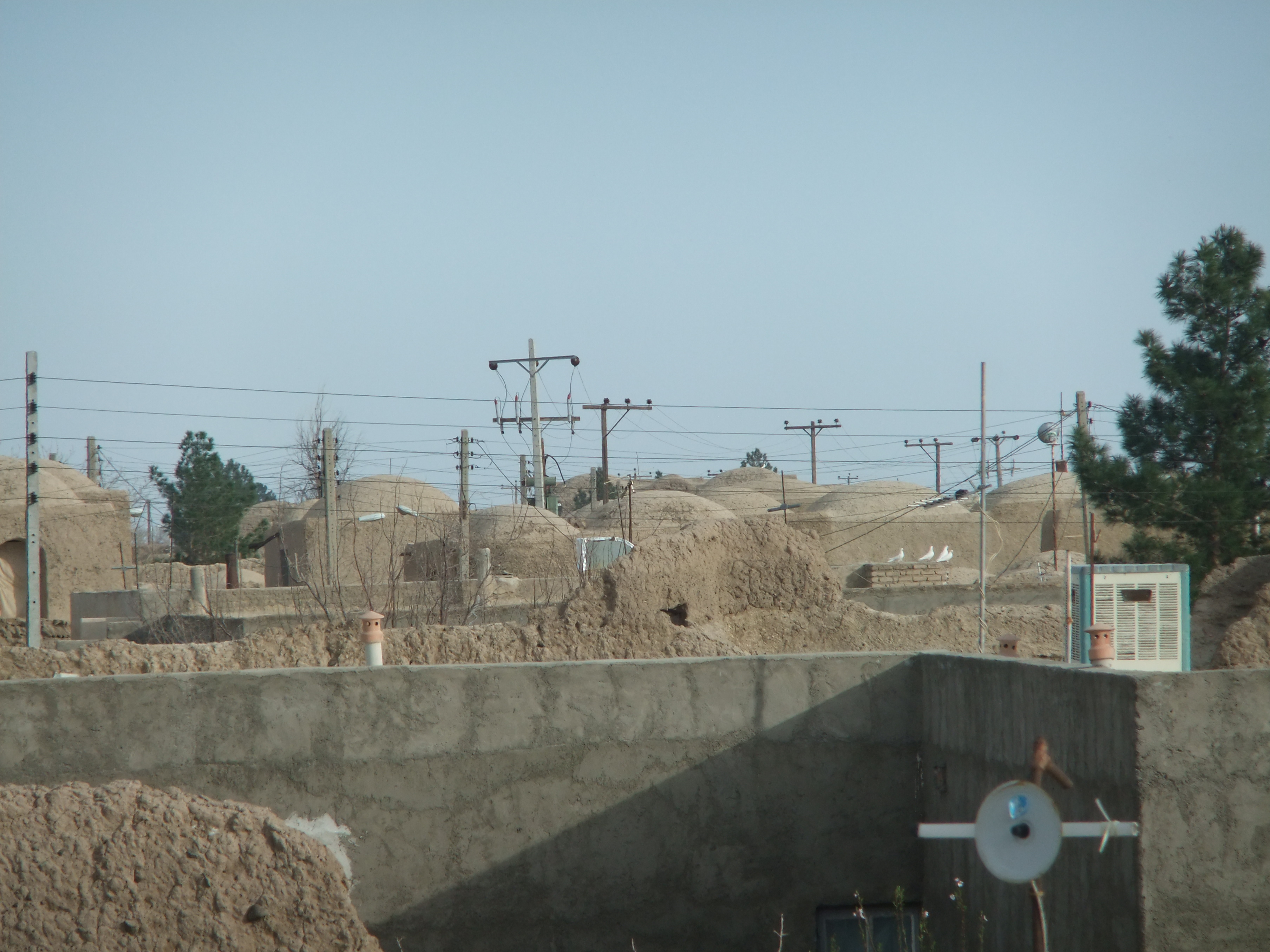
منظر القرية
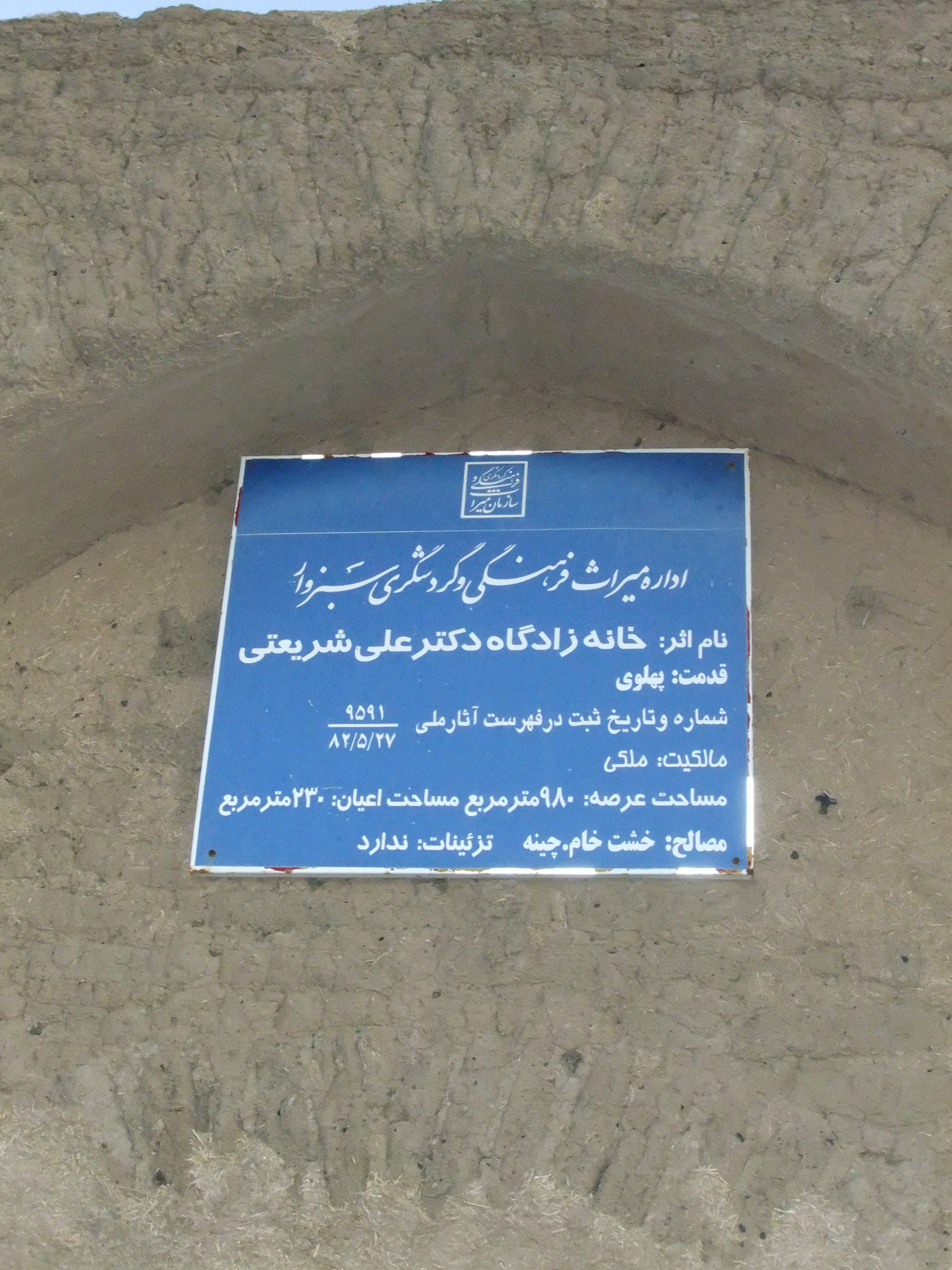
لوحة تاريخية في منزل علي شريعتي
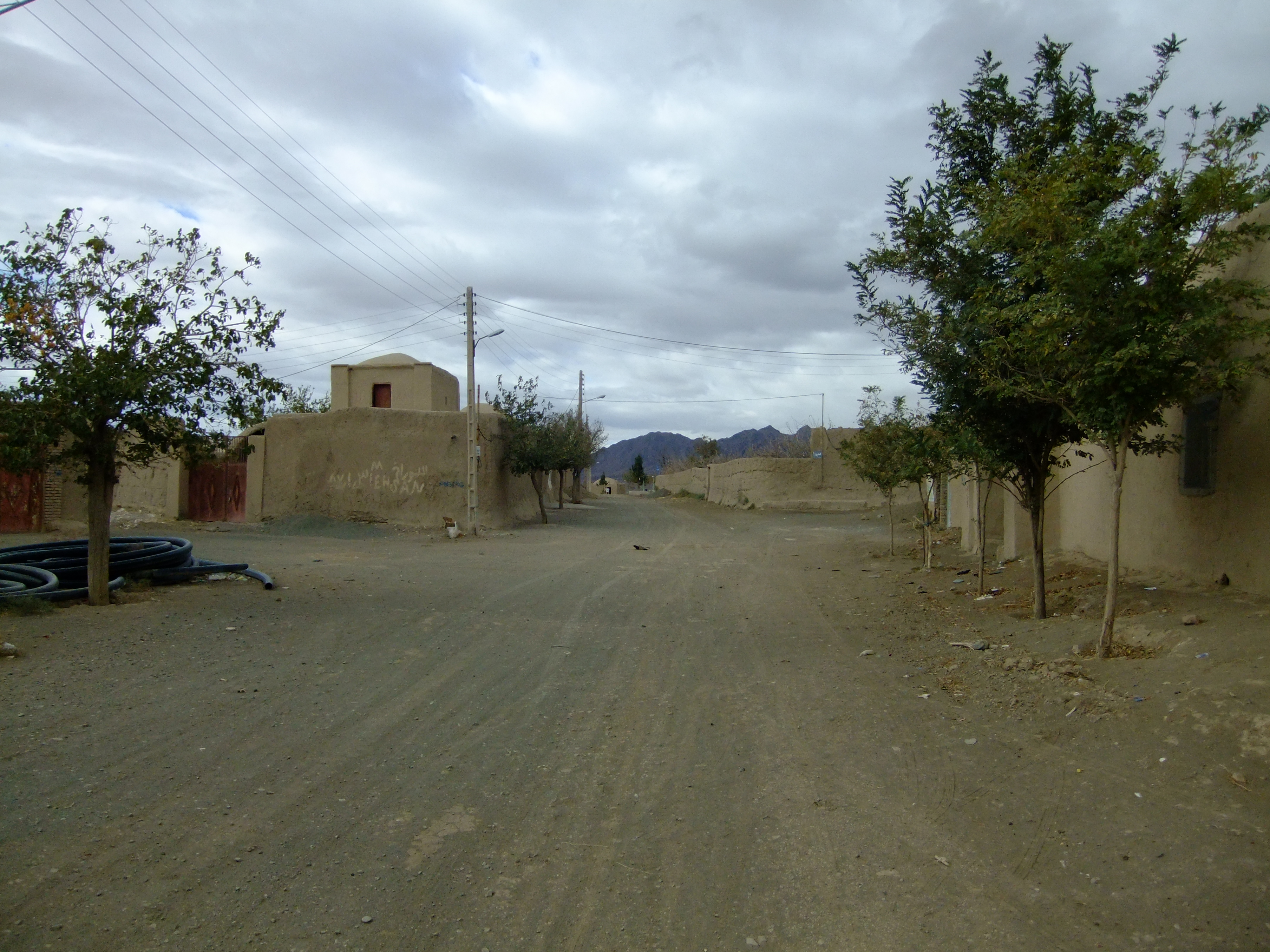
الشارع الرئيسي للقرية
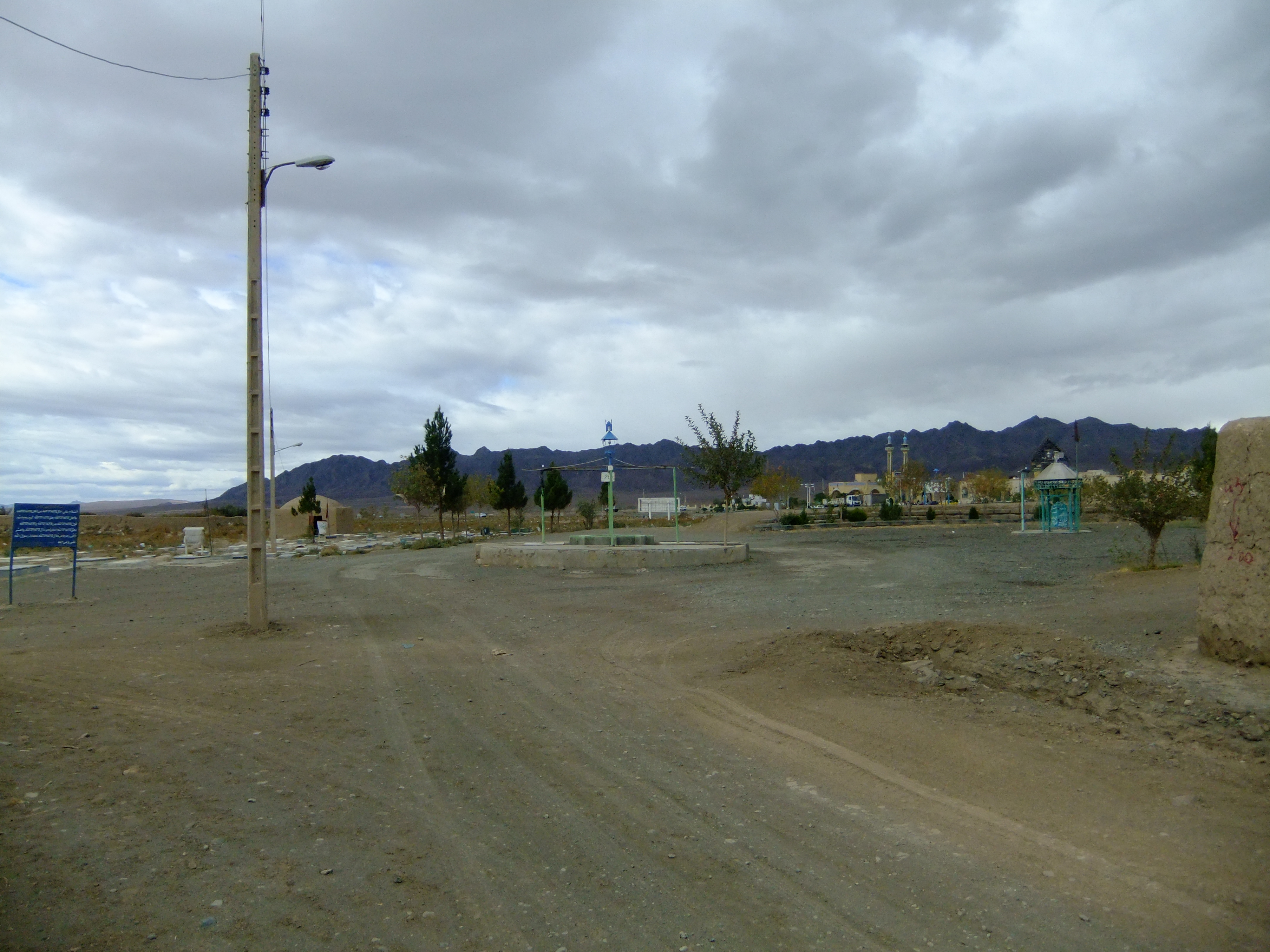
الشارع الرئيسي للقرية
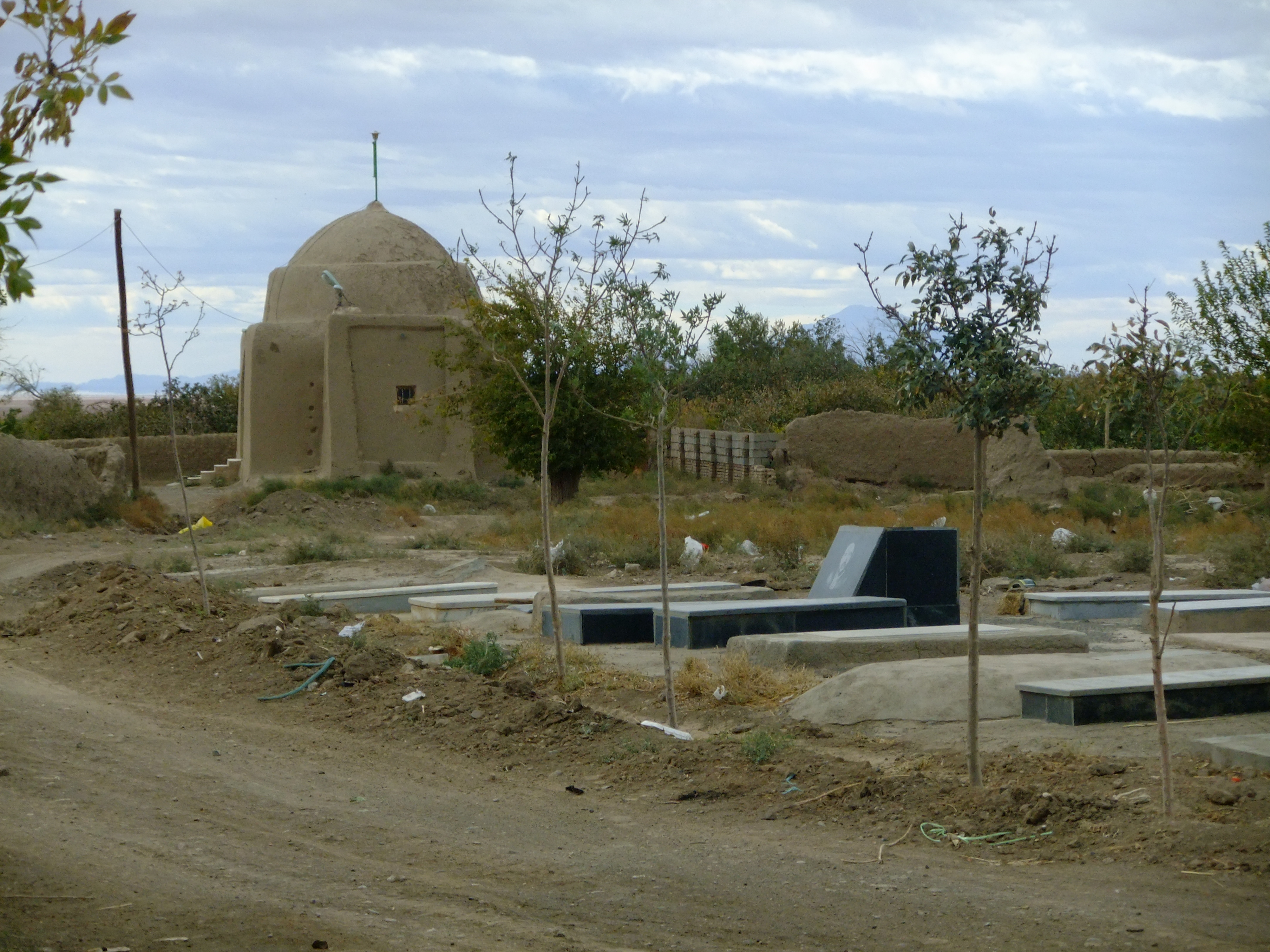
ضريح قديم
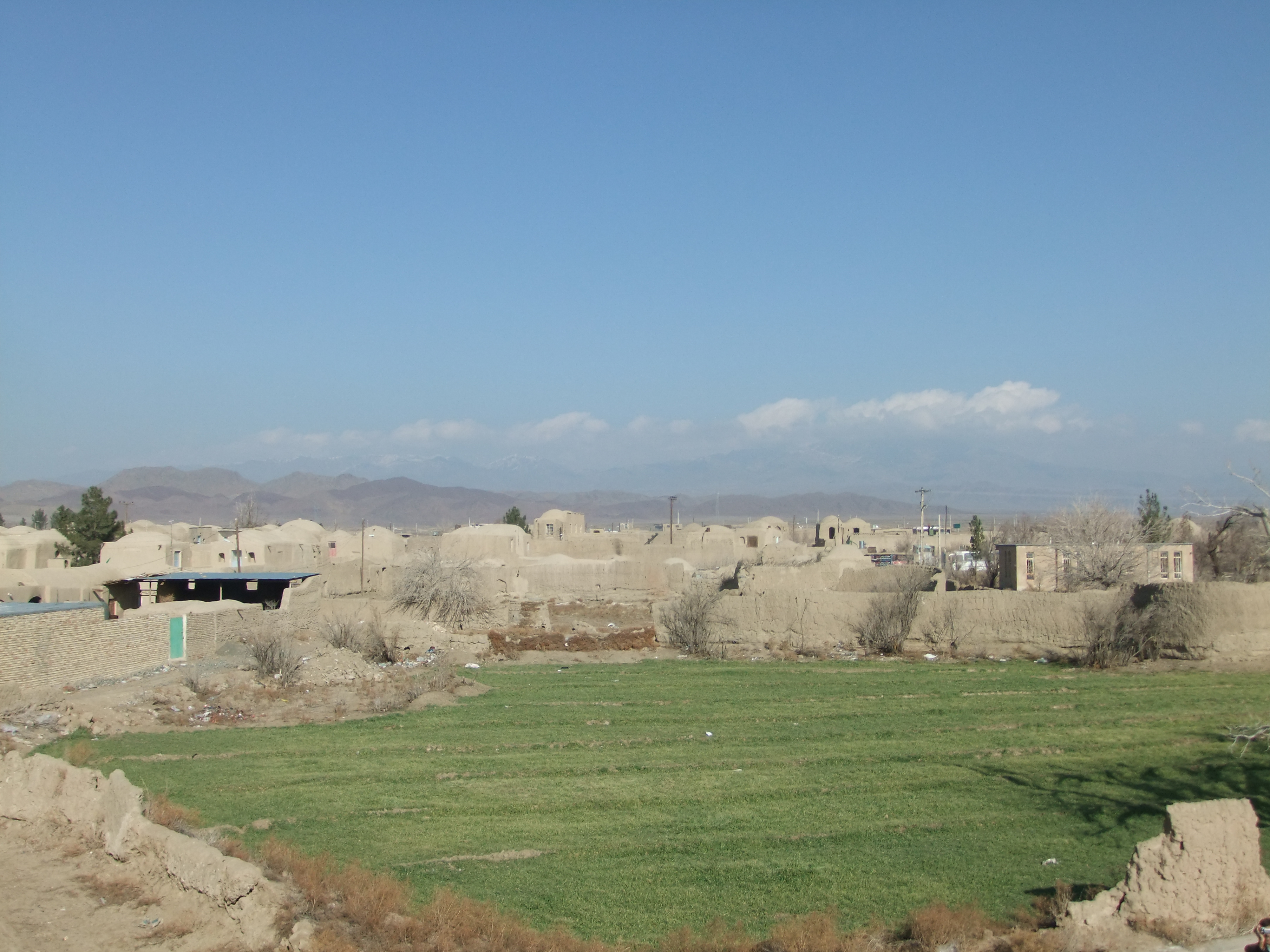
حقل
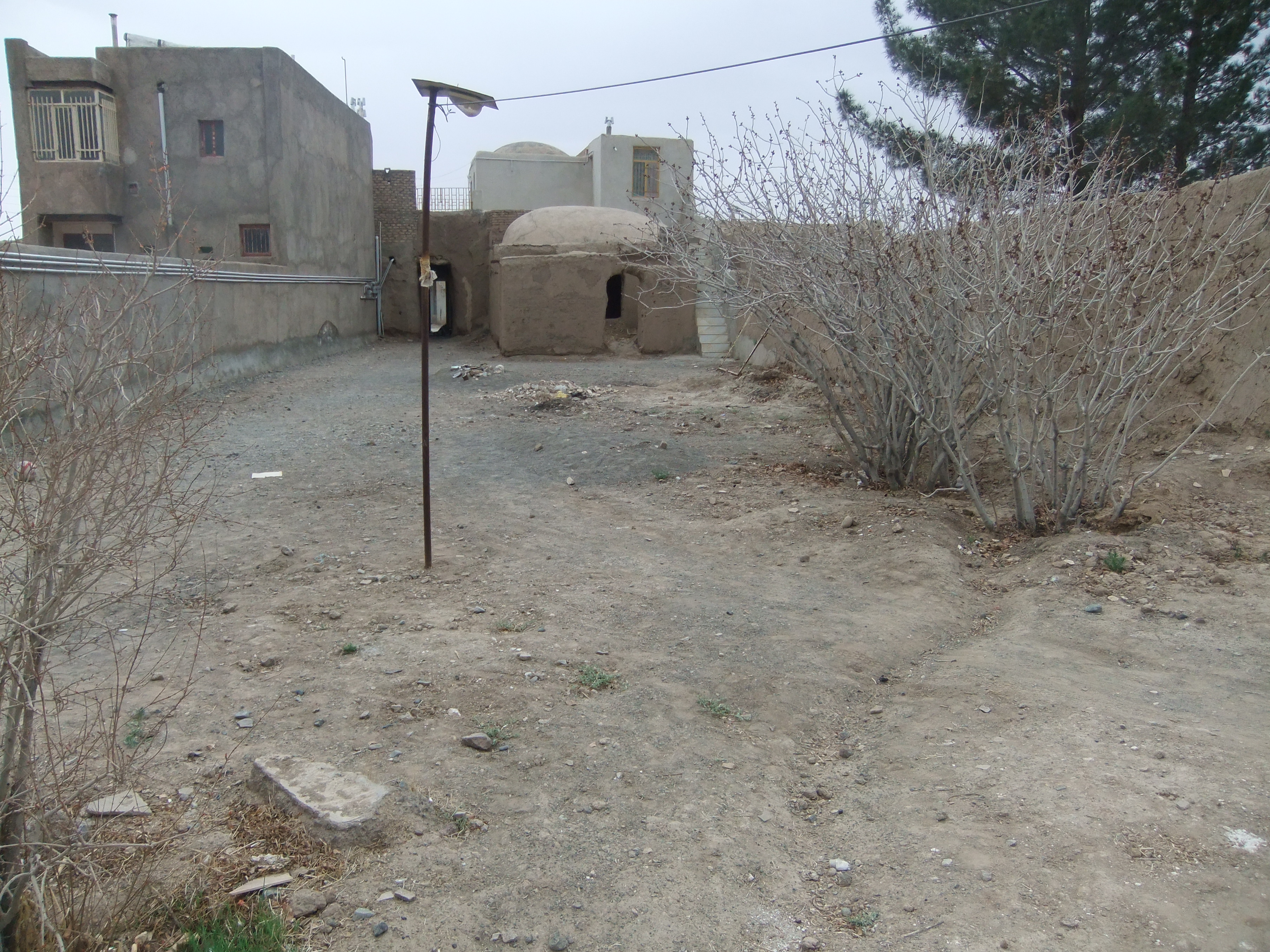